# Wola Kazubowa
Wola Kazubowa – wieś w Polsce położona w województwie łódzkim, w powiecie łódzkim wschodnim, w gminie Tuszyn.
W latach 1975–1998 miejscowość administracyjnie należała do województwa piotrkowskiego.
W 1943 Niemcy wprowadzili nazwę okupacyjną Wola Kasubow.